# Scherpe kuifbladroller
De scherpe kuifbladroller (Endothenia marginana) is een vlinder uit de familie van de bladrollers (Tortricidae). De wetenschappelijke naam werd gepubliceerd in 1811 door Haworth.
De soort komt voor in Europa.